# Elvar Friðriksson
Elvar Már Friðriksson (Reykjanesbær, 11 november 1994) is een IJslands basketballer.

## Carrière
Friðriksson begon zijn profcarrière bij de IJslandse club UMF Njarðvík, hij speelde er tot in 2015 toen hij naar de Verenigde Staten trok om collegebasketbal te spelen voor LIU Brooklyn Blackbirds en Barry Buccaneers. Hij ging verder bij de club uit zijn jeugd waar hij speelde nadat hij naar het Franse Denain Voltaire trok en er maar vijf wedstrijden speelde.
In 2019 ging hij spelen voor het Zweedse Borås Basket na 33 wedstrijden te hebben gespeelde bij de club trok hij voor het volgende seizoen naar de Litouwse topclub BC Šiauliai. Ook hier speelde hij een heel seizoen en kwam aan 35 wedstrijden en werd MVP. Voor de start van het seizoen 2021/22 trok hij naar de Antwerp Giants. Bij de Giants speelde hij tot in april 2022 toen hij een contract tekende bij de Italiaanse club Derthona Basket. Voor het seizoen 2022/23 tekende hij bij het Litouwse BC Rytas Vilnius.
In de zomer van 2023 tekende hij een contract bij de Griekse eersteklasser PAOK Saloniki BC. In 2024 maakte hij de overstap naar reeksgenoot Maroussi BC. Na twee seizoenen in Griekenland trok hij naar de Poolse competitie en tekende bij eersteklasser KK Włocławek.

## Erelijst
- Litouwse competitie MVP: 2021
- Zweeds landskampioen: 2020
- Basketligan Guard of the Year: 2020
- Spelen van de Kleine Staten van Europa: 1x , 2x